# Carbacanthographis candidata
Carbacanthographis candidata är en lavart som först beskrevs av William Nylander och som fick sitt nu gällande namn av Bettina Staiger och Klaus Kalb. 
Carbacanthographis candidata ingår i släktet Carbacanthographis och familjen Graphidaceae. Inga underarter finns listade i Catalogue of Life.